# 欧州システミックリスク理事会
欧州システミックリスク理事会（おうしゅうシステミックリスクりじかい、英語：European Systemic Risk Board、略称：ESRB）は、欧州連合の専門機関の一つ。2007年に発生した金融危機に継続的な対応をするため、2010年12月16日に設立された。理事会はドイツ連邦共和国フランクフルト・アム・マインに所在している。
日本語表記では他に欧州システミックリスク評議会がある。
欧州連合内における金融安定上でのシステミック・リスクの防止または緩和に貢献すべく、欧州連合内で金融制度のマクロ的慎重さで業務を果たす。これは内部市場の円滑な機能に寄与し、それによって経済成長における金融分野の持続的寄与を確実にする。
欧州システミックリスク理事会は欧州金融監督制度（en:European System of Financial Supervisors）の一角を構成し、金融制度の管理を確実にする。欧州システミックリスク理事会は欧州中央銀行が主催および支援している。

## 概要
理事会の活動は欧州中央銀行に委任され、初代理事長には当時の欧州中央銀行総裁であるジャン＝クロード・トリシェが兼任した。第2代理事長には同じく欧州中央銀行総裁であるマリオ・ドラギが就任している。理事会は既存の互換性をもつ構造を活用し、その活動の開始までいかなる遅延も最小限度に抑え、欧州中央銀行は統計、分析、管理および実際業務支援に備える。そして専門的アドバイスは各国の中央銀行や監督当局から得られる。